# Cardeñadijo (kommunhuvudort)
Cardeñadijo är en kommunhuvudort i Spanien.   Den ligger i provinsen Provincia de Burgos och regionen Kastilien och Leon, i den norra delen av landet, 210 km norr om huvudstaden Madrid. Cardeñadijo ligger 911 meter över havet och antalet invånare är 685.
Terrängen runt Cardeñadijo är platt. Runt Cardeñadijo är det glesbefolkat, med 9 invånare per kvadratkilometer. Närmaste större samhälle är Burgos, 5,1 km nordväst om Cardeñadijo. Trakten runt Cardeñadijo består till största delen av jordbruksmark.